# Nuntiare et Recreare
ЛГБТ-Служение «Nuntiare et Recreare» (лат. Возвещать и укреплять) — российское общественное движение, объединяющее верующих ЛГБТ различной религиозной и конфессиональной принадлежности. Было основано в 2000 году группой ЛГБТ-христиан из Санкт-Петербурга. Координатором ЛГБТ-Служения является Валерий Созаев, член петербургской ЛГБТ-организации «Выход».
ЛГБТ-Служение «Nuntiare et Recreare» является площадкой для общения верующих ЛГБТ и координации различных проектов: от публикации квир-богословских текстов и издания просветительской литературы до организации и проведения собраний верующих, круглых столов, конференций и международных форумов.

## История
Верующие ЛГБТ нередко определяют себя как меньшинство в меньшинстве: с одной стороны, их не принимают их религиозные общины и конфессии, с другой стороны, они ощущают не достаточную интегрированность в ЛГБТ-сообщество. В этой исторически сложившейся ситуации неприятия верующие ЛГБТ России осознали необходимость объединения для взаимной поддержки и духовного общения. Первые попытки налаживания связей и поиска единомышленников были предприняты в начале 2000-х годов. В 2000 году группой христиан Санкт-Петербурга при координации ЛГБТ-активиста Валерия Созаева было основано ЛГБТ-Служение «Nuntiare et Recreare». Уже в 2004 году ЛГБТ-Служение провело первую в истории конференцию ЛГБТ-христиан в России. Изначально «Nuntiare et Recreare» было объединением христиан, но из-за возраставшего интереса к движению со стороны верующих ЛГБТ других религий, Служение стало объединять верующих вне зависимости от их религиозной и конфессиональной принадлежности.

## Цели движения
1. духовная поддержка и социальная адаптация верующих ЛГБТ независимо от их религиозной и конфессиональной принадлежности;
2. укрепление сообщества верующих ЛГБТ;
3. адвокация и лоббирование интересов верующих ЛГБТ;
4. популяризация религиозной толерантности, прав человека, ненасилия, межрелигиозного диалога и культурного разнообразия.[3]

## Деятельность движения
ЛГБТ-Служение «Nuntiare et Recreare» организовало первую конференцию ЛГБТ-христиан, которая состоялась в ноябре 2004 года в Санкт-Петербурге. Спустя пять лет под эгидой Российской ЛГБТ-сети в Москве с 20 по 22 ноября 2009 года состоялась международная межконфессиональная конференция ЛГБТ-христиан «„Принимая силу“ (Деян. 1:8)», организованная ЛГБТ-Служением «Nuntiare et Recreare». Участие в конференции приняли представители православной и католической конфессий и протестантских деноминаций из 10 стран.
В 2011 году в рамках Международного фестиваля квир-культуры ЛГБТ-Служением был организован IV Международный форум ЛГБТ-христиан Восточной Европы и Центральной Азии. Он прошёл 16-18 сентября в Санкт-Петербурге и собрал представителей из 11 стран. В рамках форума состоялись семинары, дискуссии, круглые столы, мастер-классы, выступления богословов и пасторов. В ответ на попытки срыва мероприятия Форум выступил с обращением ко всем церквям «принять с любовью и без осуждения ЛГБТ-верующих в свои общины, руководствуясь словами ап. Павла „будьте братолюбивы друг к другу с нежностью; в почтительности друг друга предупреждайте“ (Рим. 12,10) и объединиться с ЛГБТ-верующими для взаимной поддержки и создания предпосылок для изменений в наших церквях, помня об апостольских словах „так ободряйте и духовно укрепляйте друг друга“ (1 Фес.5,11)»..
ЛГБТ-Служение «Nuntiare et Recreare» принимает активное участие в международных конференциях верующих ЛГБТ. В 2010 году оно выступило соорганизатором III Международного форума ЛГБТ-христиан «Достучаться до небес», который прошёл в Киеве с 3 по 5 сентября 2010 года. Служение сотрудничает с Фестивалем квир-культуры и Международным кинофестивалем «Бок о бок» и участвует в Международном дне молчания.

## Конфликты с пятидесятниками и православными

### Ранний этап развития
Деятельность и заявления служения Nuntiare et Recreare на ранних этапах развития не получили широкого общественного резонанса.
В 2004 году епископ С. В. Ряховский, председатель Российского объединённого Союза христиан веры евангельской, выразил поддержку Патриарху Алексию II, выступившему против принятия гомосексуальности со стороны христиан, венчания однополых пар и рукоположения гомосексуалов на священство. На это отреагировало ЛГБТ-Служение, выпустив специальное заявление, в котором подчеркнуло опасность религиозной гомофобии и призвало предстоятелей церквей пересмотреть свою позицию в отношении сексуальных меньшинств.
В мае 2006 года Российское движение ЛГБТ-христиан обратилось к Русской православной церкви Московского Патриархата с призывом выступить с осуждением нападений на гей-заведения, произошедших из-за новости о готовящемся гей-прайде в Москве и наказать игумена Кирилла (Сахарова), благословившего погромщиков.
В 2009 году епископ К. В. Бендас от лица РОСХВЕ высказался против «пропаганды гомосексуализма». ЛГБТ-Служение «Nuntiare et Recreare» обвинило высшее руководство РОСХВЕ в распространении ненависти и высказало мнение, что в пятидесятничестве, несмотря на гомофобную риторику некоторых её членов, есть предпосылки для принятия гомосексуальности.

### События вокруг форума ЛГБТ-христиан 2011 года
Широкий резонанс в церковных кругах и СМИ вызвало сообщение о намерении служения Nuntiare et Recreare провести международный форум ЛГБТ-христиан в 2011 году. Корпорация православного действия заявила о необходимости предотвратить проведение форума ЛГБТ-христиан и определила предстоящее мероприятие как «антихристианское сборище, кощунственно именуемое христианским». Данное заявление было опубликовано на множестве крупных церковных новостных ресурсах: Православие и мир, Богослов.Ру, Седмица.ру и других как православных, так и неправославных.
Общественное движение «Народный собор» выступило с обвинениями ЛГБТ-христиан в пропаганде педофилии и обратилось к генеральному прокурору России Юрию Чайке с просьбой проверки сайта Nuntiare et Recreare.
СМИ сообщили, что «лидеры православных и консервативных общественных групп Санкт-Петербурга решили объединить усилия с целью сорвать культурные и просветительские мероприятия, намеченные в этом городе на сентябрь. Главной целью стал форум ЛГБТ-христиан», в котором планировалось участие более 70 представителей из 11 государств мира.
В ответ на эти заявления координатор форума ЛГБТ-христиан Валерий Созаев в интервью сообщил о существовании мнения, что традиционные библейские переводы, осуждающие гомосексуальные отношения, неверны, а также, что для верующих ЛГБТ важно жить религиозной жизнью.
Позднее появились сообщения о том, что отель, где проходил форум ЛГБТ-христиан, заминирован, и участникам пришлось эвакуироваться.